# Carles Lloret i Soler
Carles Lloret i Soler (Barcelona, 5 de febrer de 1921 - Barcelona, 21 de març de 2003) va ser un empresari i actor de teatre i cinema català. Amb Lluís Nonell van ser els responsables de la Companyia Maragall, instal·lada al teatre Romea de Barcelona, a la dècada dels anys 60 del segle passat. Va ser el director del Cicle de Teatre Llatí de 1969. Va ser el representant de Joan Capri. Es va casar amb l'actriu Carme Contreras i Verdiales amb qui va tenir quatre fills.

## Trajectòria professional

### Teatre
- 1952. El rosal de la tres rosas de M. Linares Rivas. Estrenada al Club María Guerrero de Barcelona.
- 1953. Llama un inspector de John B. Priestley. Estrenada al Club María Guerrero de Barcelona.
- 1956, 8 de novembre. Ella és..."ella" de Jaume Villanova i Torreblanca. Estrenada al teatre Romea de Barcelona
- 1957, 27 de febrer. Passaport per a l'eternitat de Josep C. Tapias i Santiago Vendrell, estrenada al teatre Romea de Barcelona. En el paper d'Eugeni.
- 1958, 16 d'abril. El pobre d'esperit i els altres de Josep Maria de Sagarra. Estrenada al teatre Guimerà de Barcelona.
- 1958, desembre. Un home entre herois de Rafael Tasis. Estrenada al Teatre Guimerà.
- 1959. Tres angelets a la cuina. Estrenada al teatre Romea de Barcelona.
- 1960, 4 febrer. La clau de Noel Clarasó. Estrenada al teatre Romea de Barcelona.
- 1961, 19 agost. Pi, Noguera i Castanyer, fabricants de mobles d'Àngel Millà i Lluís Casañas. Estrenada al teatre Romea de Barcelona.
- 1963, 8 febrer. Fang d'Eduard Criado. Estrenada al teatre Romea de Barcelona.
- 1964. Don Gonzalo o l'orgull del gec d'Albert de Sicília Llanas. Estrenada al teatre Romea.
- 1972. La noche de los cien pájaros de Jaume Salom. Estrenada al teatre Romea de Barcelona.
- 1973. Sorpresa en noche de bodas, d'Armand Matias i Guiu. Estrenada al teatre Romea de Barcelona.
- 1974. El señor de Pigmalión de Jacint Grau. Estrenat al teatre Espanyol de Barcelona.
- 1974. Matrícula 7284 JM 75 de Bricaire i Lasaygues. Estrenada al teatre Don Juan de Barcelona.
- 1975. Aquí, l'inspector Cristófol...cambio! de Jaume Ministral Masia i Joan Capri. Representada al teatre Romea, de Barcelona.
- 1977. La cambrera és perillosa de Serge Véber, en versió catalana de R. Duver. Estrenada al teatre Romea de Barcelona.
- 1978. La reina ha relliscat d'Alfons Roure i música de Josep Maria Torrens. Representada al teatre Romea de Barcelona.

### Televisió
- 1964. La ferida lluminosa de Josep Maria de Sagarra dins l'espai Teatre Calatà de Televisió de Catalunya.
- 1979. El doctor Caparrós, protagonitzat per Joan Capri
- 1993. I ara què, Xènia?

### Cinema
- 1956. Los ojos en las manos. Director: Miguel Iglesias
- 1982. Los embarazados. Director: Joaquim Coll Espona
- 1996. Assumpte intern. Director: Carles Balagué.
- 1996. Adiós, tiburón. Director: Carlos Suárez